# Чулпан (Янаульський район)
Чулпа́н (рос. Чулпан, башк. Сулпан) — присілок у складі Янаульського району Башкортостану, Росія. Входить до складу Істяцької сільської ради.
Населення — 56 осіб (2010; 60 у 2002).
Національний склад:
- башкири — 95 %